# Списак краљица Угарске
Угарске краљице биле су супруге угарских краљева. После гашења Арпадове лозе, а касније и Анжујске династије, титулу краља Угарске носили су углавном владари који нису били Мађари, осим неколико изузетака. Од 1526. године титула Угарске краљице припадала је супругама хабзбуршких владара који су такође носили и титулу краља Угарске.
Угарске краљице такође су поред ове, носиле и титуле царице Аустрије, краљица супруга Хрватске, Славоније, Далмације и Чешке. Од времена Леополда I сви краљеви Мађарске носили су титулу апостолског краља, титулу коју је папа дао Светом Стефану кад га је крунисао, тако да су и њихове жене, краљице, имале право на титулу апостолске краљице Угарске.
Титула краљице Угарске коришћена је нешто више од 900 година, од 1001. до 1918. године.
Угарско краљевство имало је и две краљице које су уједно биле и владарке Угарске — Марија Угарска и Марија Терезија.

## СупругеВеликих везира
| Име                            | Отац               | Датум рођења | Националност            | Религија    | Датум удаје | Време владавине                           | Смрт               | Супруг |
| ------------------------------ | ------------------ | ------------ | ----------------------- | ----------- | ----------- | ----------------------------------------- | ------------------ | ------ |
| Непознато                      | Менмарот           | Непознато    | Мађарица                | паганка     | Непознато   | ? - око 947?                              | Непознато          | Золта  |
| Непозната са територије Кумана | Непознато          | Непознато    | Куманка                 | паганка     | око 945.    | око 955. - пре 972.                       | Непознато          | Такшоњ |
| Непознато                      | Непознато          | Непознато    | Печењешкиња или Бугарка | паганка     | око 945.    | око 955. - пре 972.                       | Непознато          | Такшоњ |
| Шаролт                         | Ђула од Ердеља     | око 950.     | Ердељка                 | православна | пре 972.    | пре 972. - око 997.                       | после 997.         | Геза   |
| Гизела                         | Хенрик II Баварски | око 985.     | Баварка                 | римокатолик | око 995.    | 995. - 25. децембар 1000/ 1. јануар 1001. | 7. мај 1033/ 1065. | Вајк   |

## Краљице Мађарске

### ДинастијаАрпадоваца(1)
| Слика | Име    | Отац                         | Датум рођења | Датум удаје | Почетак владавине                                     | Крај владавине                 | Датум смрти        | Супруг   |
| ----- | ------ | ---------------------------- | ------------ | ----------- | ----------------------------------------------------- | ------------------------------ | ------------------ | -------- |
|       | Гизела | Хенрик II Баварски (Салијан) | око 985.     | око 995     | 25. децембар 1000/ 1. јануар 1001 Стефаново крунисање | 15. август 1038 смрт Стефана I | 7. мај 1033/ 1065. | Стефан I |

### ДинастијаОрсеоло
| Слика | Име                 | Отац | Датум рођења | Датум удаје | Почетак владавине | Завршетак владавине | Датум смрти | Супруг  |
| ----- | ------------------- | --- | --- | --- | --- | --- | --- | ------- |
|       | Тута                | Непознато Неки извори тврде да је њено име било Тута, оснивач манастира Субен ју је назвао Краљица Тута, али нема другог писаног извора који би потврдио њено име. | Непознато Неки извори тврде да је њено име било Тута, оснивач манастира Субен ју је назвао Краљица Тута, али нема другог писаног извора који би потврдио њено име. | Непознато Неки извори тврде да је њено име било Тута, оснивач манастира Субен ју је назвао Краљица Тута, али нема другог писаног извора који би потврдио њено име. | Непознато Неки извори тврде да је њено име било Тута, оснивач манастира Субен ју је назвао Краљица Тута, али нема другог писаног извора који би потврдио њено име. | Непознато Неки извори тврде да је њено име било Тута, оснивач манастира Субен ју је назвао Краљица Тута, али нема другог писаног извора који би потврдио њено име. | Непознато Неки извори тврде да је њено име било Тута, оснивач манастира Субен ју је назвао Краљица Тута, али нема другог писаног извора који би потврдио њено име. | Петар I |
|       | Јудита Швајнфуртска | Хенрик Бабенбершки (Бабенберг) | нема поузданог извора (пре 1003 — 2. август 1058) | нема поузданог извора (пре 1003 — 2. август 1058) | нема поузданог извора (пре 1003 — 2. август 1058) | нема поузданог извора (пре 1003 — 2. август 1058) | нема поузданог извора (пре 1003 — 2. август 1058) | Петар I |

### ДинастијаАба
| Слика | Име    | Отац              | Датум рођења | Датум удаје | Почетак владавине | Завршетак владавине | Датум смрти | Супруг     |
| ----- | ------ | ----------------- | ------------ | ----------- | ----------------- | ------------------- | ----------- | ---------- |
|       | Гизела | Геза (Арпадовићи) | непознато    | непознато   | непознато         | непознато           | непознато   | Шамуел Аба |

### ДинастијаАрпадоваца(2)
| Слика | Име                           | Отац                                     | Датум рођења     | Датум удаје                    | Почетак владавине                    | Завршетак владавине                            | Датум смрти               | Супруг      |
| ----- | ----------------------------- | ---------------------------------------- | ---------------- | ------------------------------ | ------------------------------------ | ---------------------------------------------- | ------------------------- | ----------- |
|       | Анастазија Јарославна         | Јарослав Мудри (Рурик)                   | током 1023.      | током 1039.                    | током 1046 крунисање Андраша         | пре 6. децембар 1060 Андрашева смрт            | 1074/1096.                | Андраш I    |
|       | Ричеза Пољска                 | Мјешко II (Пјастовићи)                   | током 1018.      | током 1039-1043.               | током 1060 крунисање Беле            | 11. септембар 1063 Белина смрт                 | после 1059.               | Бела I      |
|       | Јудита Марија Мађарска        | Хенрик IV (Салијани)                     | током 1047/1054. | септембар 1063.                | септембар 1063.                      | август 1074 Шоломонов силазак са власти        | 1093/1095.                | Шоломон     |
|       | Софија                        | Непозната немачка племкиња               | ?                | током 1062                     | август 1074 крунисање Гезе I         | пре 1075.                                      | пре 1075.                 | Геза I      |
|       | Синадена сестра Нићифора III  | Теодулос Синаденос                       | ?                | током 1075.                    | током 1075.                          | 25. април 1077. смрт Гезе I                    | после 1079.               | Геза I      |
|       | Аделаида од Рајнфелдена       | Рудолф од Рајнфелдена (Велф)             | ?                | током 1077.                    | 25. април 1077 крунисање Ладислава I | 29. јул 1095 смрт Ладислава I                  | током 1079.               | Ладислав I  |
|       | Фелиција Сицилијанска         | Роже I, гроф Сицилијански (Готвили)      | током 1078.      | током 1097.                    | током 1097.                          | током 1102.                                    | током 1102.               | Калман      |
|       | Еуфемија Кијевска             | Владимир II Мономах (Рурик)              | ?                | током 1112.                    | током 1112.                          | c. 1113 развела се                             | 4. април 1139.            | Калман      |
|       | ?                             | Роберт I, принц од Капује (Дренгот)      | ?                | током 1120.                    | током 1120.                          | ?                                              | ?                         | Стефан II   |
|       | Јелена Вукановић              | Урош I                                   | после 1109.      | током 1129.                    | март 1131 крунисање Беле II          | 13. фебруар 1141 смрт Беле II                  | после 1146                | Бела II     |
|       | Еуфросина Кијевска            | Мстислав Владимирович Велики (Рурик)     | током 1130.      | током 1146.                    | током 1146.                          | 31. мај 1162 Смрт Гезе II                      | током 1193                | Геза II     |
|       | Јарославна Владимирович Халич | Принц Јарослав (Рурик)                   | ?                | током 1167.                    | током 1167.                          | током 1168 Стефан III је није признао за жену  | ?                         | Стефан III  |
|       | Агнеса фон Бабенберг          | Хајнрих II, војвода Аустрије (Бабенберг) | око 1154.        | током 1168.                    | током 1168.                          | 4. март 1172 смрт Стефана III                  | 13. јануар 1182.          | Стефан III  |
|       | Марија Комнин                 | Манојло I Комнин (Комнини)               | током 1144.      | током 1157.                    | 14. јануар 1163 крунисање Стефана IV | 11. април 1165 смрт Стефана IV                 | око 1190.                 | Стефан IV   |
|       | Агнеса од Антиохије           | Принц Рајнард                            | око 1170.        | 4. март 1172 успон Беле III    | 14. јануар 1163 успон Беле III       | током 1184.                                    | током 1184.               | Бела III    |
|       | Маргарета од Француске        | Луј VII (Капет)                          | новембар 1157.   | 1185/1186.                     | 1185/1186.                           | 23. април 1196 смрт Беле III                   | август/септембар 1197.    | Бела III    |
|       | Констанца од Арагона          | Алфонсо II од Арагона (Барселона)        | 1179.            | око 1198.                      | око 1198.                            | 30. септембар/30. новембар 1204 Емерикова смрт | 23. јун 1222.             | Емерик      |
|       | Гертруда Меранска             | Бертолд IV, гроф од Мераније (Андекс)    | око 1185.        | 1200.                          | 7. мај 1205 успон Андраша II         | 24. септембар 1213.                            | 24. септембар 1213.       | Андраш II   |
|       | Јоланда од Куртенеа           | Петар II Куртене (Кортен)                | током 1200.      | фебруар 1215.                  | фебруар 1215.                        | током 1233.                                    | током 1233.               | Андраш II   |
|       | Беатриса Есте                 | Алдобрандино I Есте (Есте)               | током 1215.      | 14. мај 1234.                  | 14. мај 1234.                        | 21. септембар 1235 смрт Андраш II              | пре 8. мај 1245.          | Андраш II   |
|       | Марија Ласкарина              | Теодор I Ласкарис (Ласкарис)             | током 1206.      | током 1218.                    | 21. септембар 1235 успон Беле IV     | 3. мај 1270 смрт Беле IV                       | 16. јул или 24. јун 1270. | Бела IV     |
|       | Јелисавета Куманка            | Принц Кутен                              | током 1240.      | око 1253.                      | 3. мај 1270 успом Стефана V          | 6. август 1272 смрт Стефана V                  | после 1290.               | Стефан V    |
|       | Елизабета Анжујска            | Карло I Анжујски (Анжујци)               | током 1261.      | око септембар 1272.            | око септембар 1272.                  | 10. јул 1290 смрт Ладислава IV                 | током 1300.               | Ладислав IV |
|       | Фенена Кујавска               | Зимомислав Кујавски                      | током 1261.      | 19. август/24. септембар 1290. | 19. август/24. септембар 1290.       | током 1295.                                    | током 1295.               | Андраш III  |
|       | Агнес Хабзбуршка              | Албрехт I Хабзбуршки (Хабзбурзи)         | 18. мај 1281.    | 13. фебруар 1296.              | 13. фебруар 1296.                    | 14. јануар 1301 смрт Андраша III               | 10. јун 1364.             | Андраш III  |

### ДинастијаПјастови
| Слика | Име                      | Отац                               | Датум рођења | Датум удаје | Почетак владавине | Крај владавине                               | Датум смрти         | Супруг     |
| ----- | ------------------------ | ---------------------------------- | ------------ | ----------- | ----------------- | -------------------------------------------- | ------------------- | ---------- |
|       | Виола Елизабета Тешинска | Мјешко I, Тешински гроф (Пјастови) | током 1290.  | 1305.       | 1305.             | 6. децембар 1305 Вацлав III се одрекао круне | 21. септембар 1317. | Ладислав V |

### ДинастијаВителсбах
Наследник Ладислава V, Бела V, је био ожењен Катарином Хабзбуршком али је она умрла 23 године пре него што је Ото постао краљ Мађарске, његова друга жена Агнеса Глоговска се удала за Ота две године после његове предаје трона Карлу I Мађарском.

### ДинастијаАнжујаца
Карл Мартел Анжујски је потраживао своје право на мађарски престо и 1290. године је постао титуларни краљ Мађарске. Његова супруга Клементина Хабзбуршка је постала титуларна краљица Мађарске. Карл Мартел никада није био признати и стварни краљ Мађарске, умро је 1295. године. У време његове титуларне владавине стварни владар је био Андрија III.
| Слика        | Име                                   | Отац                                          | Датум рођења  | Датум удаје   | Почетак владавине             | Крај владавине                   | Датум смрти        | Супруг            |
| ------------ | ------------------------------------- | --------------------------------------------- | ------------- | ------------- | ----------------------------- | -------------------------------- | ------------------ | ----------------- |
|              | Марија Битомска                       | Казимир, војвода Битомски (Пјастови)          | током 1290.   | 1305.         | 1305.                         | 15. децембар 1317.               | 15. децембар 1317. | Карло I           |
| align=center | align=center\| Беатрикса Луксембуршка | Хенрих VII (Луксембурзи)                      | током 1305.   | 1318.         | 1318.                         | новембар 1319.                   | новембар 1319.     | Карло I           |
|              | Елизабета Пољска                      | Владислав I Пољски (Пјастовићи)               | током 1305.   | 6. јул 1320.  | 6. јул 1320.                  | 16. јул 1342 смрт Карла I        | 29. децембар 1380. | Карло I           |
| align=center | align=center\| Маргарета Луксембуршка | Карло IV (Луксембурзи)                        | током 1335.   | током 1342.   | 16. јул 1342 успон Лајош I    | 1349.                            | 1349.              | Лајош I           |
|              | Јелисавета Котроманић                 | Стефан II Котроманић (Котроманићи)            | током 1340.   | 20. јун 1353. | 20. јун 1353.                 | 10. септембар 1382 смрт Лајоша I | јануар 1387.       | Лајош I           |
|              | Маргарета од Драча                    | Карло, војвода Драча (Династија Анжуј-Дуразо) | 28. јул 1347. | фебруар 1369. | децембар 1385] успон Карла II | 24. фебруар 1386 смрт Карла II   | 6. август 1412.    | Карло II Мађарски |

### Луксембуршка династија
| Слика | Име            | Отац             | Датум рођења | Датум удаје | Почетак владавине | Завршетак владавине            | Датум смрти   | Супруг  |
| ----- | -------------- | ---------------- | ------------ | ----------- | ----------------- | ------------------------------ | ------------- | ------- |
|       | Барбара Цељска | Херман II Цељски | 1390/1395.   | 1406.       | 1406.             | 9. децембар 1437 смрт Жигмунда | 11. јул 1451. | Жигмунд |

### Хабзбуршка династија(1)
| Слика | Име                    | Отац                  | Датум рођења     | Датум удаје         | Почетак владавине                | Завршетак владавине             | Датум смрти        | Супруг   |
| ----- | ---------------------- | --------------------- | ---------------- | ------------------- | -------------------------------- | ------------------------------- | ------------------ | -------- |
|       | Елизабета Луксембуршка | Жигмунд (Луксембурзи) | 7. октобар 1409. | 28. септембар 1421. | 9. децембар 1437 успон Алберта I | 27. октобар 1439 смрт Алберта I | 19. децембар 1442. | Алберт I |

### Династија Јагелона(1)
Владислав Варненчик није имао деце и никада се није женио. На трону у Пољској га је наследио његов млађи брат Казимир IV Јагелон а на мажарском трону његов бивши ривал Ладислав V.

### Хабзбуршка династија(2)
Ладислав V, Постум је ненадано умро у Прагу 23. новембра 1457. док се спремао за венчање са Магдаленом Француском, ћерком Шарл VII, тако да Ладислав и Магдалена се никад нису венчали.

### ДинастијаХуњади
| Слика | Име                        | Отац                          | Датум рођења       | Датум удаје        | Почетак владавине  | Завршетак владавине                | Датум смрти         | Супруг        |
| ----- | -------------------------- | ----------------------------- | ------------------ | ------------------ | ------------------ | ---------------------------------- | ------------------- | ------------- |
|       | краљ Катарина Подјебрадска | Јиржи (Подјебради)            | -                  | 1. мај 1461.       | 1. мај 1461.       | 8. март 1464.                      | 8. март 1464.       | Матија Корвин |
|       | Беатриса Напуљска          | Краљ Фердинанд I (Трастамари) | 16. новембар 1457. | 15. децембар 1476. | 15. децембар 1476. | 6. април 1490 смрт Матије Хуњадија | 23. септембар 1508. | Матија Корвин |

### Династија Јагелона(2)
| Слика | Име                   | Отац                                    | Датум рођења        | Датум удаје         | Почетак владавине                  | Завршетак владавине            | Датум смрти         | Супруг    |
| ----- | --------------------- | --------------------------------------- | ------------------- | ------------------- | ---------------------------------- | ------------------------------ | ------------------- | --------- |
|       | Барбара Бранденбуршка | Алберт III, Бранденбуршки (Хоенцолерни) | 30. мај 1464.       | 20. август 1476.    | 18. септембар 1490 успон Уласла II | before 1491                    | 4. септембар 1515.  | Уласло II |
|       | Беатриса Напуљска     | Фернандо I Напуљски (Трастамаре)        | 16. новембар 1457.  | 1491.               | 1491.                              | 1502 развод                    | 23. септембар 1508. | Уласло II |
|       | Ана Фоа               | Гастон Фоа, гроф од Кендала (Фос)       | 1484.               | 29. септембар 1502. | 29. септембар 1502.                | 26. јул 1506.                  | 26. јул 1506.       | Уласло II |
|       | Марија Аустријска     | Филип I од Кастиље (Хабзбурзи)          | 18. септембар 1505. | 13. јануар 1522.    | 13. јануар 1522.                   | 29. август 1526 смрт Уласла II | 18. октобар 1558.   | Лајош II  |

### Династија Запоља
У спору са Хабзбурзима.
| Слика | Име                | Отац                       | Датум рођења     | Датум удаје | Почетак владавине | Завршетак владавине        | Датум смрти         | Супруг  |
| ----- | ------------------ | -------------------------- | ---------------- | ----------- | ----------------- | -------------------------- | ------------------- | ------- |
|       | Изабела Јагелонска | Краљ Жигмунд I (Јагелонци) | 18. јануар 1519. | 1539.       | 1539.             | 22. јул 1540 смрт Јаноша I | 15. септембар 1559. | Јанош I |

### Хабзбуршка династија(3)
| Слика | Име                            | Отац                                                  | Датум рођења                      | Датум удаје         | Почетак владавине                      | Завршетак владавине                    | Датум смрти        | Супруг          |
| ----- | ------------------------------ | ----------------------------------------------------- | --------------------------------- | ------------------- | -------------------------------------- | -------------------------------------- | ------------------ | --------------- |
|       | Ана Јагелонска                 | Јагелони                                              | 23. јул 1503.                     | 25. мај 1521.       | 29. август 1526 husband's ascension    | 27. јануар 1547.                       | 27. јануар 1547.   | Фердинанд I     |
|       | Марија Хабзбуршка              | Карло V (Хабзбург)                                    | 21. јун 1528.                     | 13. септембар 1548. | септембар 1563. успон Максимилијана II | 12. октобар 1576 смрт Максимилијана II | 26. фебруар 1603.  | Максимилијан II |
|       | Ана Аустријска                 | Фердинанд II, надвојвода Аустријски (Хабзбург)        | 4. октобар 1585.                  | 4. децембар 1611.   | 4. децембар 1611.                      | 14. децембар 1618.                     | 14. децембар 1618. | Маћаш II        |
|       | Елеонора Гонзага               | Винченцо I Гонзага (Гонзаге)                          | 23. септембар (23. фебруар?) 1598 | 4. фебруар 1622.    | 4. фебруар 1622.                       | 15. фебруар 1637 смрт Фердинанда II    | 27. јун 1655.      | Фердинанд II    |
|       | Ана од Хабзбурга               | Филип III од Шпаније (Хабзбург)                       | 18. август 1606.                  | 20. фебруар 1631.   | 20. фебруар 1631.                      | 13. мај 1646.                          | 13. мај 1646.      | Фердинанд III   |
|       | Марија Леополдина Аустријска   | Леополд V, надвојвода Аустријски (Хабзбург)           | 6. април 1632.                    | 2. јул 1648.        | 2. јул 1648.                           | 7. август 1649.                        | 7. август 1649.    | Фердинанд III   |
|       | Елеонора Гонзага од Мантове    | Карло II Гонзага Гонзаге од Мантове                   | 18. новембар 1630.                | 30. април 1651.     | 30. април 1651.                        | 2. април 1657. смрт Фердинанда III     | 6. децембар 1686.  | Фердинанд III   |
|       | Маргарета Тереза Шпанска       | Филип IV од Шпаније (Хабзбург)                        | 12. јул 1651.                     | 12. децембар 1666.  | 12. децембар 1666.                     | 12. март 1673.                         | 12. март 1673.     | Леополд I       |
|       | Клаудија Феличија Аустријска   | Надвојвода Фердинанд Карло Аустријски (Хабзбург)      | 30. мај 1653.                     | 15. октобар 1673.   | 15. октобар 1673.                      | 8. април 1676.                         | 8. април 1676.     | Леополд I       |
|       | Елеонора-Магдалена Нојбуршка   | Филип Вилхелм Палантиншки (Вителсбахси)               | 6. јануар 1655.                   | 14. децембар 1676.  | 14. децембар 1676.                     | 5. мај 1705 смрт Леополда I            | 19. јануар 1720.   | Леополд I       |
|       | Вилхелмина Амалија Бруншвиска  | John Frederick, Duke of Brunswick-Lüneburg (Хановери) | 21. април 1673.                   | 24. фебруар 1699.   | 24. фебруар 1699.                      | 17. април 1711 смрт Јозефа I           | 10. април 1742.    | Јозеф I         |
|       | Елизабета Кристина Брунсвиншка | Луј Рудолф, гроф од Брунсвика (Велф)                  | 28. август (28. септембар?) 1691  | 1. август 1708.     | 17. април 1711 успон Карла III         | 20. октобар 1740 смрт Карла III        | 21. децембар 1750. | Карло III       |

### Династија Хабзбург-Лорен
| Слика | Име                                      | Отац                 | Датум рођења        | Датум удаје        | Почетак владавине                | Завршетак владавине                     | Датум смрти         | Супруг        |
| ----- | ---------------------------------------- | -------------------- | ------------------- | ------------------ | -------------------------------- | --------------------------------------- | ------------------- | ------------- |
|       | Марија Лујза Шпанска                     | Бурбони              | 24. новембар 1745.  | 16. фебруар 1764.  | 20. фебруар 1790.                | 1. март 1792.                           | 15. мај 1792.       | Леополд II    |
|       | Марија Терезија Каролина од Две Сицилије | Бурбони-Две Сицилије | 6. јун 1772.        | 15. август 1790.   | 11. август 1804. успон Франца I  | 13. април 1807.                         | 13. април 1807.     | Франц II      |
|       | Марија Лудовика од Аустрије              | Хабзбург-Есте        | 14. децембар 1787.  | 6. јануар 1808     | 6. јануар 1808                   | 7. април 1816.                          | 7. април 1816.      | Франц II      |
|       | Каролина Августа Баварска                | Вителсбах            | 8. фебруар 1792.    | 29. октобар 1816.  | 29. октобар 1816.                | 2. март 1835 смрт Франца I              | 9. фебруар 1873.    | Франц II      |
|       | Марија Ана Савојска                      | Савоји               | 19. септембар 1803. | 12. фебруар ? 1831 | 2. март 1835 успон Фердинанда I  | 2. децембар 1848 абдикција Фердинанда I | 4. мај 1884.        | Фердинанд V   |
|       | Јелисавета од Аустроугарске              | Вителсбах            | 24. децембар 1837   | 24. април 1854.    | 24. април 1854.                  | 10. септембар 1898.                     | 10. септембар 1898. | Франц Јозеф I |
|       | Зита Бурбонска                           | Бурбон-Парма         | 9. мај 1892.        | 13. јун 1911.      | 21. новембар 1916 успон Карла IV | 11. новембар 1918 пад царства           | 14. март 1989.      | Карл IV       |